# Beldemer Lippert

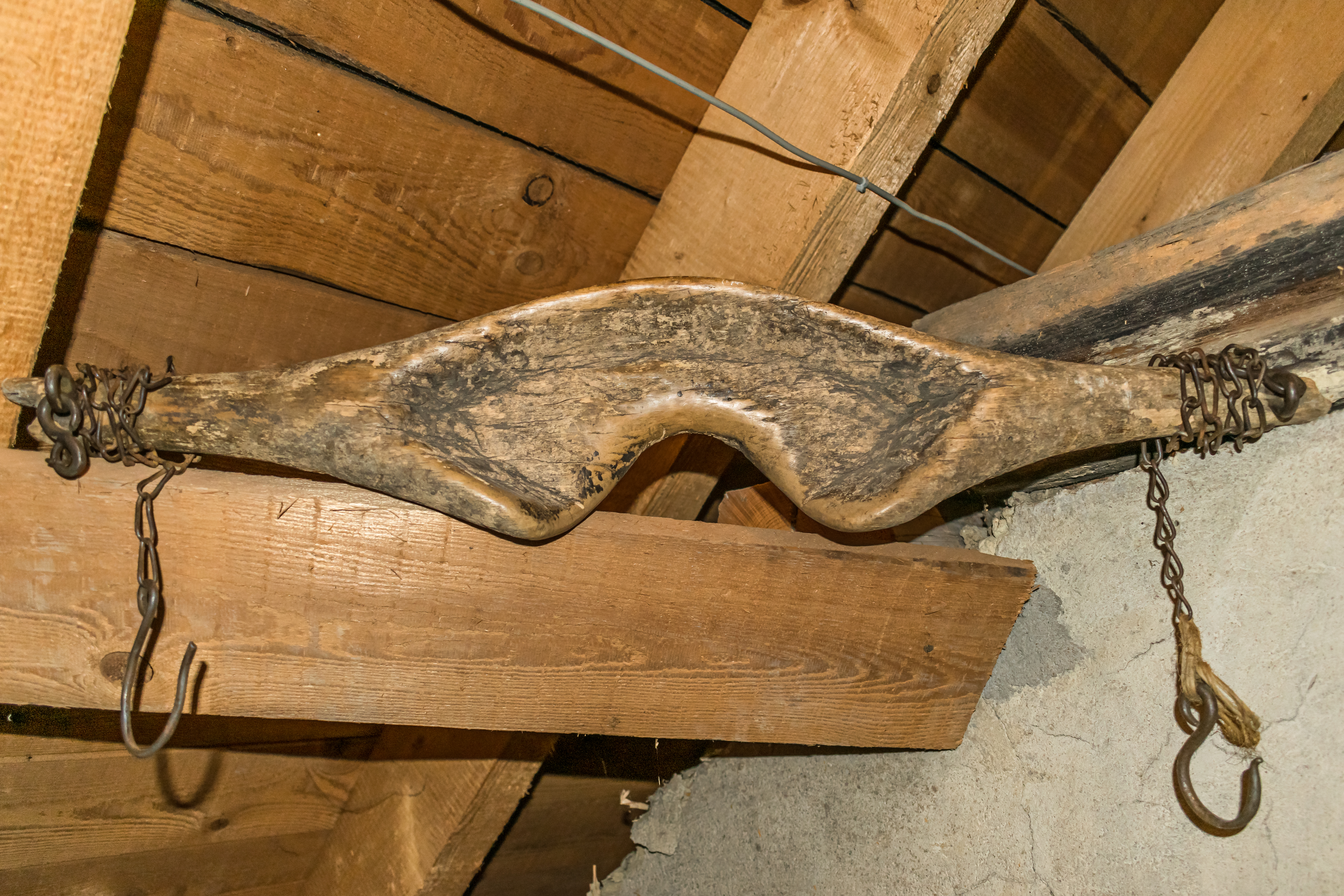
Das originale Tragjoch des Beldemer Lippert

Der Beldemer Lippert (moselfränkisch, "Beltheimer Lippert", bürgerlich: Josef Lippert; * 17. Januar 1888 in Sevenich; † 8. Februar 1963 in Beltheim) war ein im Hunsrück bekannter Kleinwarenhändler, der mit seinen beiden am Tragjoch befestigten Warenkörben, manchmal waren es auch zwei Zinkeimer oder eine Schubkarre, regelmäßig die Dörfer im Vorderhunsrück mit Haushaltswaren belieferte. Wenn er nicht auf Verkaufstour war, lebte er in Beltheim, dort bewohnte er ein arg heruntergekommenes Haus in der Nähe des heutigen Jugendheimes. Nach seinem Tod wurde das Haus abgerissen.
Er verkaufte seine Waren zu Pfennigbeträgen und nahm es damit auch sehr genau: Er ließ sich keinen Pfennig schenken oder herunterhandeln und gab immer exakt das Wechselgeld zurück, das er in Blechdöschen sortiert in den Taschen seiner Jacken aufbewahrte.
Der Beldemer Lippert trug mehrere Jacken während des Jahres hindurch übereinander. Damit er sich der Hitze oder Kälte anpassen konnte, knöpfte er jeweils eine der Jacken auf oder zu und hat dann das Wetter betreffend gesagt: „Hout es et wirra ane Jacke källa woar!“ (moselfränkisch, "Heute ist es wieder eine Jacke kälter geworden!")
Die bekannteste Geschichte von ihm stammt wohl von einem Markttag in Kastellaun während der Zeit des Dritten Reichs: Er soll seine zum Verkauf mitgebrachten Heringe mit dem Spruch „Hering, su fett wie de Göring!“ angepriesen haben und wurde dafür vom Marktplatz verwiesen. Als er in der folgenden Woche wieder seine Heringe anbot, habe er gerufen: „Heringe, Heringe ganz su fett wie beim letzte Mol!“ Der tatsächliche Wahrheitsgehalt dieser Geschichte wird jedoch auch bezweifelt.
Nach dem Beldemer Lippert ist ein Rundwanderweg benannt, der so genannte Lippertsweg, der am 16. September 2018 eingeweiht wurde.